# El Hijo del Vikingo
Juan Aguilar Leos (né le 29 avril 1997 à Puebla, dans l'état de Puebla) est un catcheur (lutteur professionnel) mexicain plus connu sous le nom de El Hijo del Vikingo qui travaille à la Asistencia Asesoría y Administración.

## Carrière

### Lucha Libre AAA Worldwide (2017–...)
Lors de TripleMania XXIX, lui et Laredo Kid perdent contre The Lucha Brothers dans un Three Way Match qui comprenaient également Brian Cage et Taurus et ne remportent pas les AAA World Tag Team Championship.
Lors de Heroes Inmortales XIV, lui et Laredo Kid perdent contre The Lucha Brothers et ne remportent pas les AAA World Tag Team Championship.
Lors de TripleMania Regia 2021, il bat Bandido, Bobby Fish, Jay Lethal et Samuray del Sol dans un Five Way Match et remporte le vacant AAA Mega Championship,.

### Impact Wrestling (2018–2020)
Lors de Impact Uncaged, lui, Puma King, Psycho Clown et Aerostar remportent la World Cup en battant la Team Impact (Sami Callihan, Fallah Bahh, Eli Drake et Eddie Edwards).
Le 28 janvier 2020 à Impact, il effectue son retour et bat Josh Alexander.

## Palmarès
- The Crash Lucha Libre
  - 1 fois The Crash Heavyweight Championship (actuel)

- Impact Wrestling
  - Impact World Cup of Wrestling (2019) avec Puma King, Psycho Clown et Aerostar

- Lucha Libre AAA Worldwide
  - 1 fois AAA Mega Championship
  - 2 fois AAA World Trios Championship avec Laredo Kid et Myzteziz Jr. (1) et Golden Magic et Myzteziz Jr. (1)
  - Llave a la Gloria tournament avec Ashley et Angelikal.
  - Copa Antonio Peña (2019)[8]
  - Lucha Capital (2019 Men's)[9]
  - Copa Hijo del Perro Aguayo (2021)

## Récompenses des magazines
- Pro Wrestling Illustrated

| Année | 2020 | 2021 | 2022 | 2023 | 2024 |
| ----- | ---- | ---- | ---- | ---- | ---- |
| Rang  | 300  | 42   | 8    | 4    | 18   |

- Wrestling Observer Newsletter

| # | Résultat | Adversaire                                 | Évènement             | Date            | Durée | Lieu                                       | Notes |
| - | -------- | ------------------------------------------ | --------------------- | --------------- | ----- | ------------------------------------------ | --- |
| 1 | Défaite  | The Lucha Brothers (Pentagón Jr. et Fénix) | Heroes Inmortales XIV | 9 octobre 2021  | 16:25 | Coliseo La Concordia, Orizaba, Veracruz    | Il s'agit d'un match par équipe où il fait équipe avec Laredo Kid pour le Championnat du monde par équipe de la AAA des Lucha Brothers. |
| 2 | Victoire | Fénix                                      | Triplemanía XXX       | 15 octobre 2022 | 19:27 | Mexico, Mexique                            | Le AAA Mega Championship de del Vikingo était en jeu.                                                                                   |
| 3 | Défaite  | Kenny Omega                                | AEW Dynamite #181     | 22 mars 2023    | 16:53 | Cable Dahmer Arena, Independence, Missouri | . |